# Pošta československá 1919
Pošta československá 1919 je název série poštovních známek používaných v roce 1919.

## Historie
Po vzniku Československa a vydání prvních československých známek 18. prosince 1918 byly stále v oběhu rakouské a uherské známky. Všechny známky Rakousko-Uherska platily do 28. února 1919.
Po tomto datu byly postupně stahovány z oběhu, celková nominální hodnota těchto stažených známek byla v dubnu 1919 přes 8,5 mil. K. 
Jaroslav Lešetický, zaměstnanec ministerstva pošt a telegrafů, sám zanícený filatelista, dohlížel na vydávání nových československých známek.
Na jeho popud byly stažené známky opatřeny přetiskem „Pošta československá 1919“ a od 12. prosince 1919 vraceny do oběhu s 50% příplatkem a platností do konce roku 1919, později až do konce ledna 1920.
Přetištěny byly i novinové, doplatní, letecké a spěšné známky, všechny však platily jako výplatní. Celkem vyšlo 107 různých známek, vesměs pouze ve statisícových nákladech.
Vydání těchto známek bylo široce kritizováno, v té době již bylo k dispozici dostatek nových známek, a zapojení Lešetického lze hodnotit jako střet zájmů mezi poštovním provozem a filatelií.
Filatelistickému studiu těchto známek se věnoval Vratislav Krutina.

## Významné chybotisky a vzácné známky
Převážná část přetištěných sérií byla vyrobena ve velkých množstvích, avšak některé hodnoty byly přetištěny jen v omezeném nákladu a rychle se staly vyhledávanými sběratelskými artikly. Mezi nejvzácnější exempláře patří známky, které byly omylem přetištěny i přesto, že vyšly v Rakousku a Maďarsku až po 28. říjnu 1918. Tyto chybotisky byly brzy rozpoznány a dnes patří k nejcennějším československým známkám s vysokou sběratelskou hodnotou.
K této skupině patří například maďarská 20 filérová známka Magyar Posta nebo mimořádně vzácné rakouské známky Znak 4K a 10K na žilkovaném papíru. Tyto „žilkované“ desetikoruny a čtyřkoruny se dochovaly pouze v několika exemplářích a na trhu se objevují zcela výjimečně, přičemž v aukcích dosahují velmi vysokých cen.

### 4 Kč Pošta Československá 1919 s převráceným přetiskem na žilkovaném papíru
Za nejvzácnější československou známku je považována 4 Kč Pošta Československá 1919 s převráceným přetiskem na žilkovaném papíru, která je známa pouze v jediném dochovaném exempláři. Tato rarita je nejdražší československou známkou všech dob a v roce 2019 byla vydražena za rekordních 9,3 milionu korun.
Tato vzácná známka byla již v roce 1920 zmíněna v monografii Pošta Československá 1919. Roku 1924 se dostala do sbírky významného československého filatelisty a po jeho smrti byla v roce 1927 vydražena za 32 000 korun (přibližně 600 tisíc Kč v cenové síle roku 2018). Po roce 1945 byla zabavena a uložena v Poštovním muzeu v Praze, kde zůstala až do restitucí po roce 1989. Vystavena byla na světových výstavách PRAGA 1968, 1978 a 1988 a později i na MONACOPHIL 2009 v Monte Carlu. V 90. letech byla restituována a Ludvík Pytlíček ji získal v roce 1996 za 2,6 milionu korun.